# Saint-Jean-d'Août-et-Nonères
Pour les articles homonymes, voir Saint-Jean.
Saint-Jean-d'Août-et-Nonères est une ancienne commune des Landes.

## Présentation
La commune de Saint-Jean-d'Août-et-Nonères a existé de 1837 à 1866. Elle est créée par l'ordonnance royale du 18 mai 1837 par la fusion des communes de Saint-Jean-d'Août et de Nonères, elles-mêmes créées en 1790 à partir des anciennes paroisses Saint-Jean-d'Août et Saint-Martin de Nonères. L'hippodrome des Grands Pins y est aménagé et inauguré le 22 juillet 1850 à l'occasion des fêtes de la Madeleine.
La commune cesse d'exister le 13 juin 1866, date à laquelle elle a été rattachée à la commune de Mont-de-Marsan, de même que Saint-Médard-de-Beausse et une partie du territoire de Saint-Pierre-du-Mont. Saint-Jean-d'Août et Nonères sont depuis deux quartiers de Mont-de-Marsan.